# Chorverband in der Evangelischen Kirche in Deutschland
La Chorverband in der Evangelischen Kirche in Deutschland (ou Association des chorales des églises protestantes en Allemagne) est l'organisation parapluie des chorales de l'Église protestante en Allemagne.

## Histoire
L'Evangelischer Kirchengesangverein in Deutschland est fondée le 27 septembre 1883 à Francfort-sur-le-Main par la réunion de l'association du sud-ouest de l'Allemagne avec cinq associations régionales du nord et de l'est. À ses débuts, elle a un rôle de formation des musiciens d'église en général sur l'organisation, l'entretien des orgues, les livres de chants, la construction des églises ou l'agenda. Son principal événement à cette époque est l'organisation de la journée annuelle. Un organe de presse est créé en 1887. En 1900, l'association participe à la fondation de la Neue Bachgesellschaft qu'elle soutient pendant les décennies suivantes. En 1909, le comité central encourage la publication des textes des cantates de Bach et aide à déterminer leur présence lors du culte.
Après la Première Guerre mondiale, le nombre de membres baisse fortement, des chorales se sont dissoutes ou sont partis. Cependant des nouvelles rejoignent l'association. En 1925, le pasteur d'Essen Johannes Plath devient président. Il ajoute de nouveaux chants dans le Deutsches Evangelisches Gesangbuch et parvient à faire accepter l'idée d'uniformiser les chants pour toute l'Allemagne auprès du comité des églises évangéliques allemandes qui appelle à une réforme de ces chants. De 1926 à 1931, environ la moitié des églises reprennent les chants de l'association.
Sous le régime nazi, l'association présidée par Adolf Strube fusionne avec les associations d'organistes et d'orchestres de cuivres afin de former le Reichsverband für evangelische Kirchenmusik. Un nouveau bureau sans opposants au national-socialisme est mis en place. Le premier président est Christhard Mahrenholz. Les associations nationales restent indépendantes pour toutes les questions liturgiques.
Dans les années 1930 et 1940, le VeK contribue à la création de l'Evangelisches Kirchengesangbuch. En 1939, le conseil d'administration décide d'agir au nom de l'Église universelle. Le projet est accepté en 1947 lors du deuxième conseil des églises à Treysa puis revu en collaboration avec l'Arbeitsgemeinschaft für Gesangbuchreform et du comité des églises est-allemandes présidé par Oskar Söhngen, en 1948 avec les deux associations de Hesse et en 1949 avec l'Église protestante luthérienne unie d'Allemagne.
En 2014, l'association représente environ 250 000 chanteurs et instrumentistes dans 9 860 chorales et orchestres. Elle comprend également les chorales de l'Union des Églises protestantes d'Alsace et de Lorraine et d'Autriche et la Christlicher Sängerbund.
La CEK est membre de la confédération Bundesvereinigung Deutscher Chorverbände.

## Source de la traduction
- (de) Cet article est partiellement ou en totalité issu de l’article de Wikipédia en allemand intitulé « Bundesvereinigung Deutscher Chorverbände » (voir la liste des auteurs).